# Roll On/This Is How We Do It
„Roll On/This Is How We Do It” este un cântec al grupului muzical britanic Mis-Teeq. Acesta fost compus de Montell Jordan și Oji Pierce pentru primul material discografic de studio al grupului, Lickin' On Both Sides. Piesa a fost lansată ca cel de-al cincilea single al albumului la finele anului 2002.
Discul a obținut locul 7 în UK Singles Chart, devenind cel de-al cincilea cântec al grupului ce obține o clasare de top 10. „Roll On/This Is How We Do It” a câștigat poziții de top 50 și în Australia și Olanda, ajungând până pe locul 22 în topul european.

## Lista cântecelor
Disc single distribuit în Regatul Unit
1. „Roll On” (remix de Rishi Rich)
2. „This Is How We Do It” (remix de Rishi Rich)
3. „Roll On/This Is How We Do It”

## Clasament
| Clasament               | Poziția maximă | Referință |
| ----------------------- | -------------- | --------- |
| Australia Singles Chart | 42             | [ 4 ]     |
| Dutch Singles Chart     | 25             | [ 4 ]     |
| Euro 200                | 22             | [ 5 ]     |
| UK Singles Chart        | 7              | [ 6 ]     |